# 南田辺 (大阪市)
南田辺（みなみたなべ）は、大阪府大阪市東住吉区にある町名。現行行政地名は南田辺一丁目から南田辺五丁目。

## 地理
東住吉区の西部に位置し、東に東田辺、西に山坂、南に長居公園、北に田辺と接している。

## 歴史

### 沿革
1980年（昭和55年）、大阪市東住吉区山坂町1 - 5丁目・田辺本町1 - 8丁目・田辺西ノ町1 - 8丁目の各一部より、南田辺1 - 5丁目成立。

## 世帯数と人口
2024年（令和6年）9月30日現在の世帯数と人口は以下の通りである。
| 丁目         | 世帯数    | 人口    |
| ------------ | --------- | ------- |
| 南田辺一丁目 | 998世帯   | 2,104人 |
| 南田辺二丁目 | 481世帯   | 1,009人 |
| 南田辺三丁目 | 855世帯   | 1,855人 |
| 南田辺四丁目 | 508世帯   | 1,006人 |
| 南田辺五丁目 | 1,063世帯 | 2,236人 |
| 計           | 3,905世帯 | 8,210人 |

### 人口の変遷
国勢調査による人口の推移。
| 1995年（平成7年）  | 7,685人 | [ 6 ]  |  |
| 2000年（平成12年） | 7,473人 | [ 7 ]  |  |
| 2005年（平成17年） | 7,523人 | [ 8 ]  |  |
| 2010年（平成22年） | 7,570人 | [ 9 ]  |  |
| 2015年（平成27年） | 7,728人 | [ 10 ] |  |
| 2020年（令和2年）  | 7,668人 | [ 11 ] |  |

### 世帯数の変遷
国勢調査による世帯数の推移。
| 1995年（平成7年）  | 2,924世帯 | [ 6 ]  |  |
| 2000年（平成12年） | 2,954世帯 | [ 7 ]  |  |
| 2005年（平成17年） | 2,999世帯 | [ 8 ]  |  |
| 2010年（平成22年） | 3,079世帯 | [ 9 ]  |  |
| 2015年（平成27年） | 3,154世帯 | [ 10 ] |  |
| 2020年（令和2年）  | 3,284世帯 | [ 11 ] |  |

## 学区
市立小・中学校に通う場合、学区は以下の通りとなる。なお、小学校・中学校入学時に学校選択制度を導入しており、通学区域以外に東住吉区の小学校・中学校から選択することも可能。
| 丁目         | 番   | 小学校               | 中学校             |
| ------------ | ---- | -------------------- | ------------------ |
| 南田辺一丁目 | 全域 | 大阪市立南田辺小学校 | 大阪市立田辺中学校 |
| 南田辺二丁目 | 全域 | 大阪市立南田辺小学校 | 大阪市立田辺中学校 |
| 南田辺三丁目 | 全域 | 大阪市立南田辺小学校 | 大阪市立田辺中学校 |
| 南田辺四丁目 | 全域 | 大阪市立南田辺小学校 | 大阪市立田辺中学校 |
| 南田辺五丁目 | 全域 | 大阪市立南田辺小学校 | 大阪市立田辺中学校 |

## 事業所
2021年（令和3年）現在の経済センサス調査による事業所数と従業員数は以下の通りである。
| 丁目         | 事業所数  | 従業員数 |
| ------------ | --------- | -------- |
| 南田辺一丁目 | 86事業所  | 404人    |
| 南田辺二丁目 | 18事業所  | 99人     |
| 南田辺三丁目 | 63事業所  | 822人    |
| 南田辺四丁目 | 22事業所  | 294人    |
| 南田辺五丁目 | 51事業所  | 365人    |
| 計           | 240事業所 | 1,984人  |

## 交通

### バス
- 大阪シティバス[15]
  - 3号系統：南田辺 - 東住吉区役所前
  - 54A・54B・54D号系統：南田辺 - 東住吉区役所前 - 東田辺三丁目 - 長居公園北口
- 北港観光バス[16]
  - 西田辺瓜破西線：東住吉警察署前 - 東住吉区役所前

### 道路
- 大阪府道5号大阪港八尾線（南港通）

## 施設
- 大阪市立田辺中学校
- 大阪市立南田辺小学校
- 大阪市水道局 南部水道センター
- 東住吉南田辺五郵便局
- 東住吉山坂郵便局
- りそな銀行 田辺支店
- 東住吉消防署
- 聖家族の家

## その他

### 日本郵便
- 〒546-0033[3]（集配局：東住吉郵便局[17]）